# Galdi
Galdi (ou Galde) est un village de la commune de Nyambaka située dans la région de l'Adamaoua et le département de la Vina au Cameroun, au sud-est du massif de l'Adamaoua.

## Population
En 1967, Galdi comptait 182 habitants, principalement Foulbe.
Lors du recensement de 2005, 1 529 personnes y ont été dénombrées.
La localité dispose d'un marché dominical.

## Site d'art rupestre
Un site de pétroglyphes de plus de 150 motifs (armes métalliques stylisées, cupules organisées et autres signes non identifiés) a été découvert au lieu dit Mbaramg Tilé (« la pierre du jeu avec des creux » en langue Mboum), à un km de la route.